# Pont Neuf
A Pont Neuf (magyarul Új Híd) a legöregebb híd, amely a Szajna folyót keresztezi Párizsban. A híd két különálló részből áll, az egyik része a Cité-szigetet köti össze a bal parttal, míg a másik része a szigetet a jobb parttal.

## Története
Már 1550-ben II. Henriket megkérték, hogy építsen egy hidat itt, mert a meglévő Pont Notre-Dame túlterhelt lett, azonban a költségek akkor túl magasak voltak.
III. Henrik 1577-ben felismerte, hogy a rendelkezésre álló Szajna-hidak nem képesek hatékonyan ellátni a Cité-sziget és a parti városrészek közti közlekedést, ezért elrendelte, hogy a sziget nyugati csücskén vezessen át egy, az északi és déli városrészt a Citével összekötő kőhíd.
Baptiste Androuet du Cerceau, Pierre des Illes és Thibault Métezeau már 1578-ban elkészítették tervüket, amely a vallásháborúk miatt csak IV. Henrik uralkodása alatt, 1607-ben válhatott valóra. Nem alkalmazták koruk itáliai hídépítészetének klasszicizáló újításait, s az Új híd már felépültekor is konzervatívnak hatott a középkort idéző formavilágával és ornamentikájával. Az erőteljes támpillérekkel tagolt masszív kőhíd tizenkét félköríves ívezettel rendelkezik, a legszélesebb hídnyílás eléri a 19,4 métert. A pilléreket toronyszerű tagozatok emelik ki a homlokívek síkjából, s mindkét oldalon szakállas férfifejek groteszk szobrai sorakoznak a híd teljes hosszában.
Az Új híd ma is eredeti formájában látható, az eltelt évszázadok egyetlen változtatása a korábban púpos hátú híd pályatestének vízszintessé tétele volt. Mint kora legtöbb hídja a Pont Neuf is római mintát követve, sok rövid boltíves hídrészből áll. IV. Henrik parancsára az Új híd lett az első olyan párizsi híd, amelyre a középkor szokásaival ellentétben nem épülhettek sem lakóházak, sem üzletek. Volt azonban járda, hogy megvédje a gyalogosokat a sártól és lovaktól. A gyalogosan közlekedők félreállhattak a híd bástyáiba, hogy utat engedjenek a tedelmes kocsinak. A döntés, mely szerint a hídon nem épülhettek házak, közvetlenül IV. Henriktől származik, aki azon az alapon hozta meg a tiltást, hogy a házak akadályozni fogják a kilátást a Louvre-ból, amit az uralkodása alatt alaposan kiterjesztett.

## A híd az alkotóművészetekben

### A hídról készült festmények

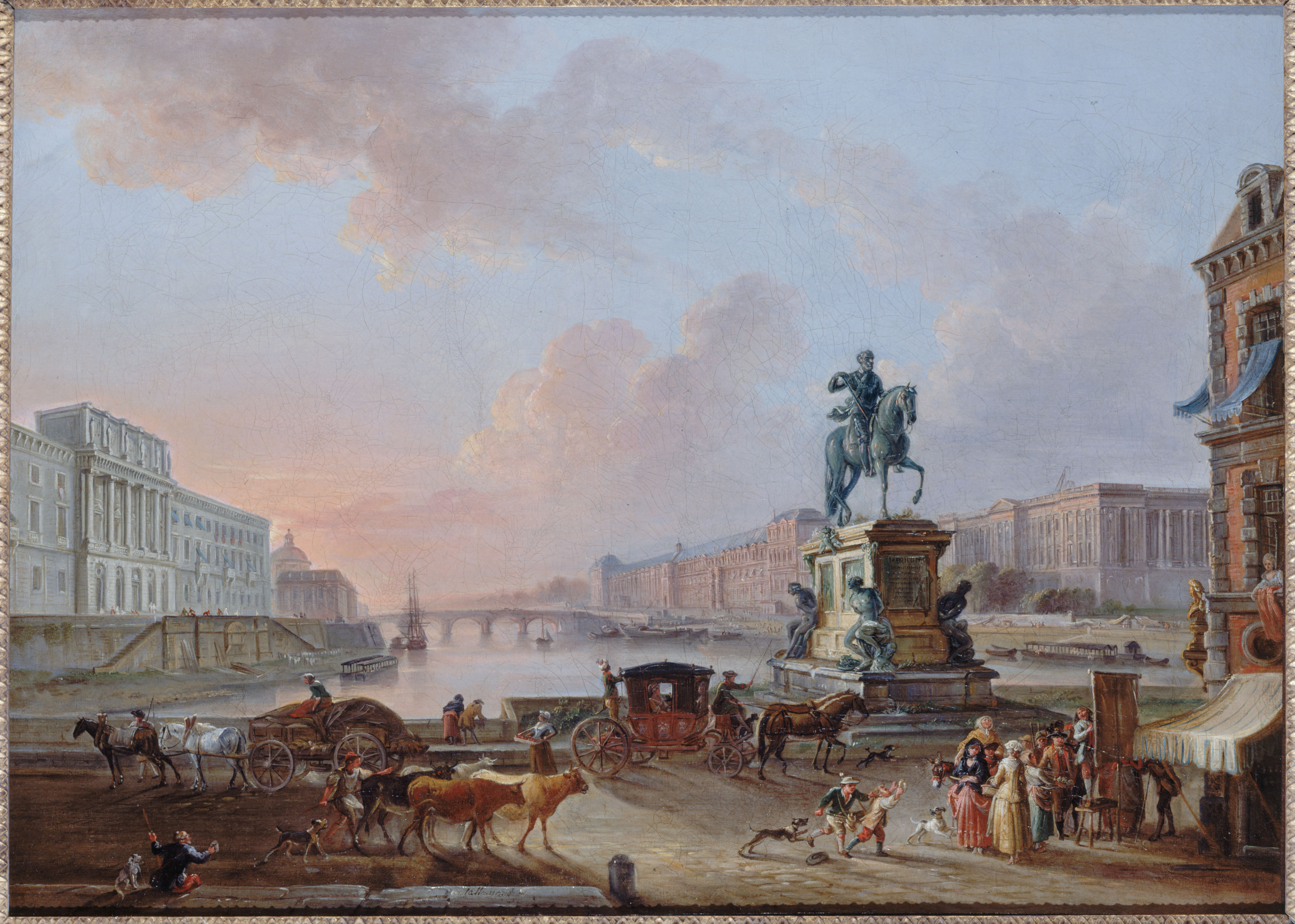
Jean-Baptiste Lallemand
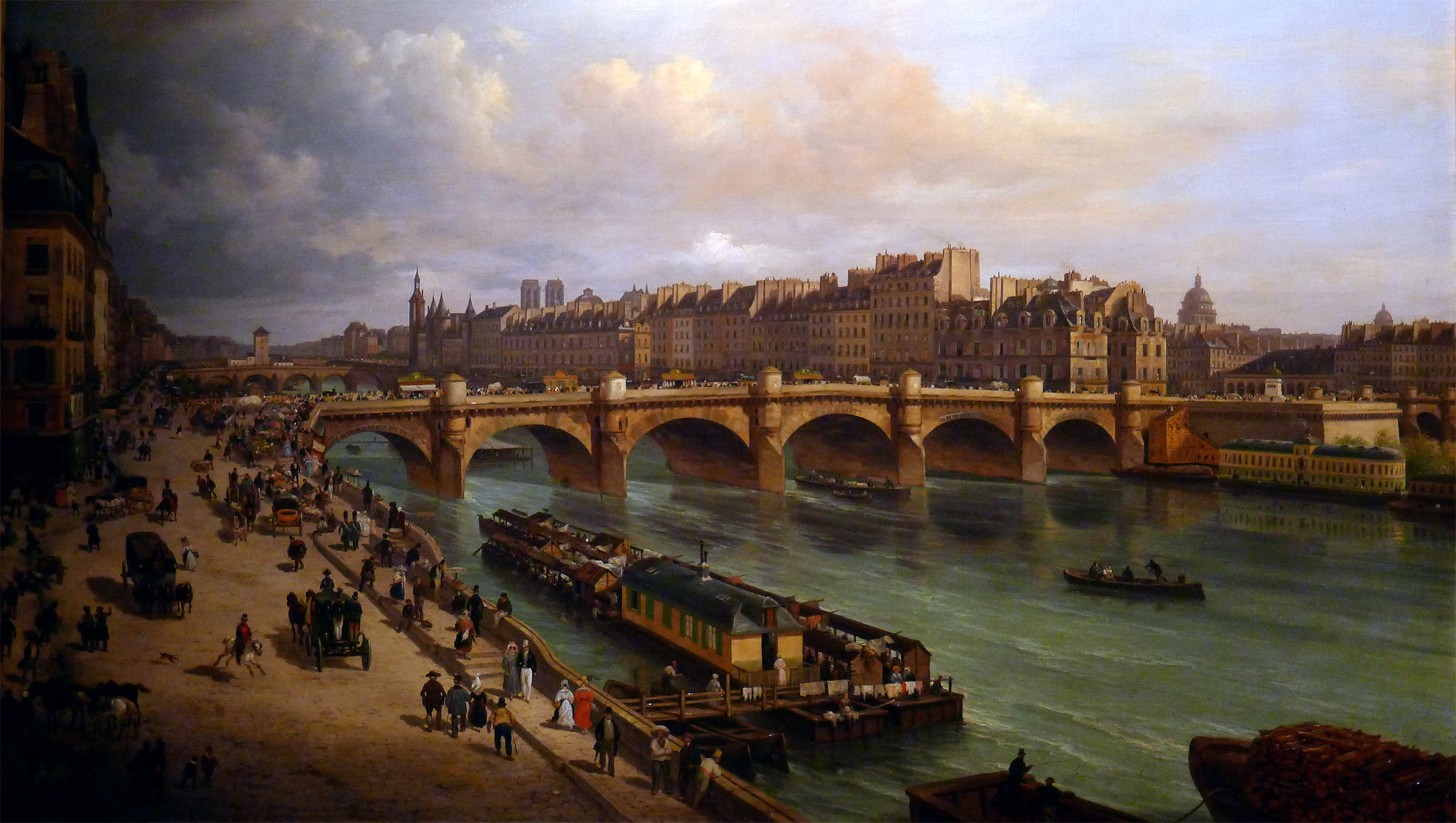
Giuseppe Canella
Pierre-Auguste Renoir
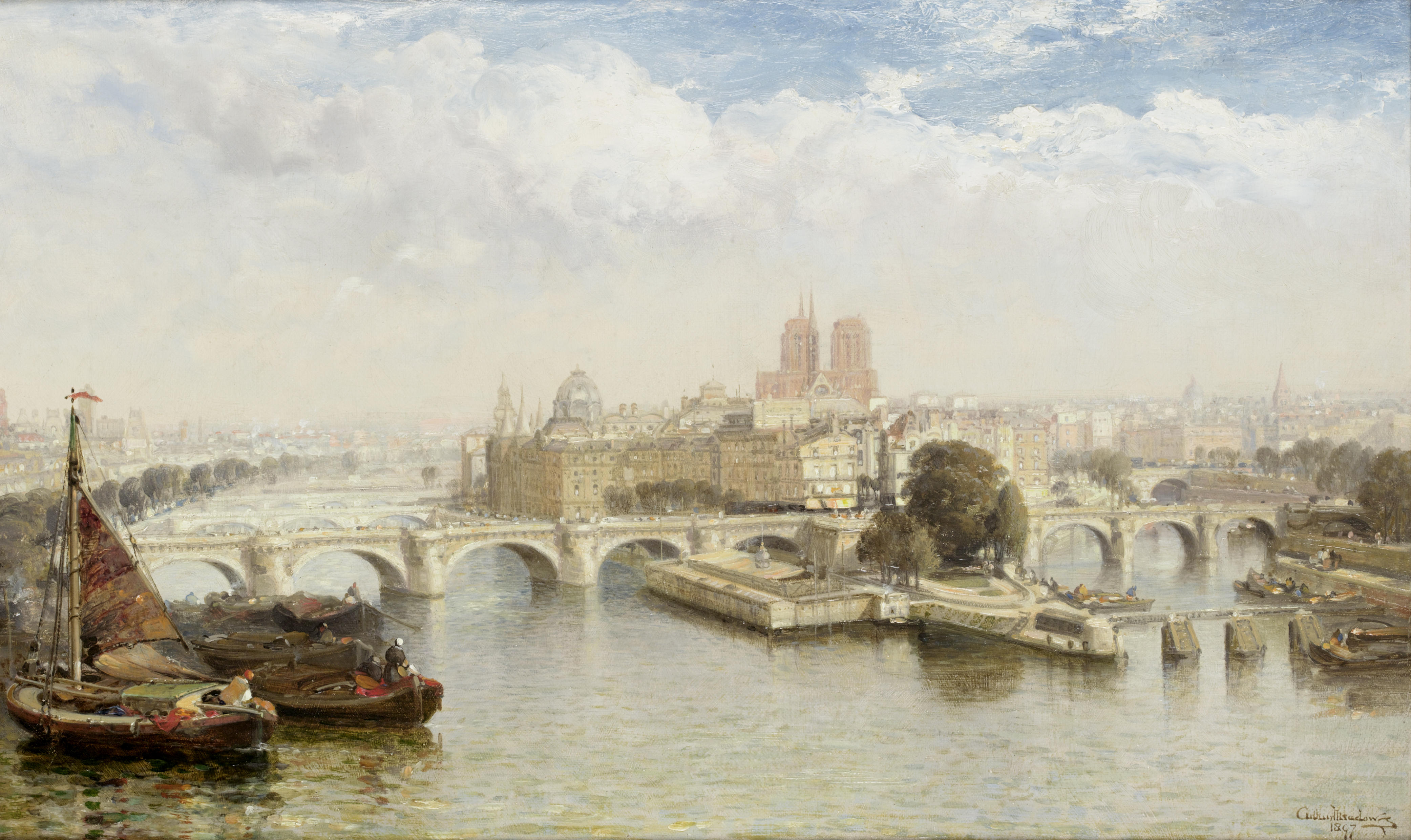
Arthur Joseph Meadows
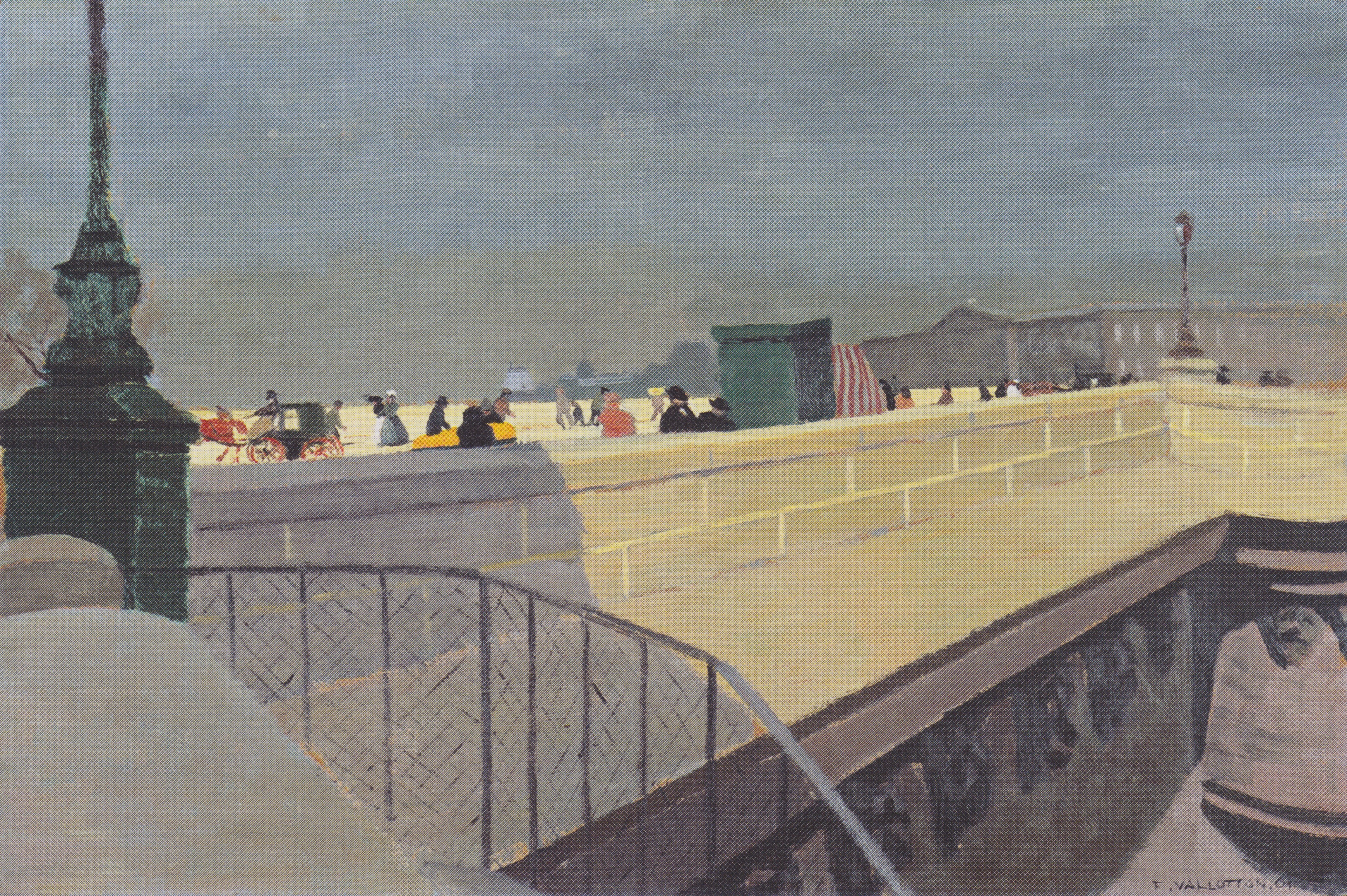
Félix Vallotton
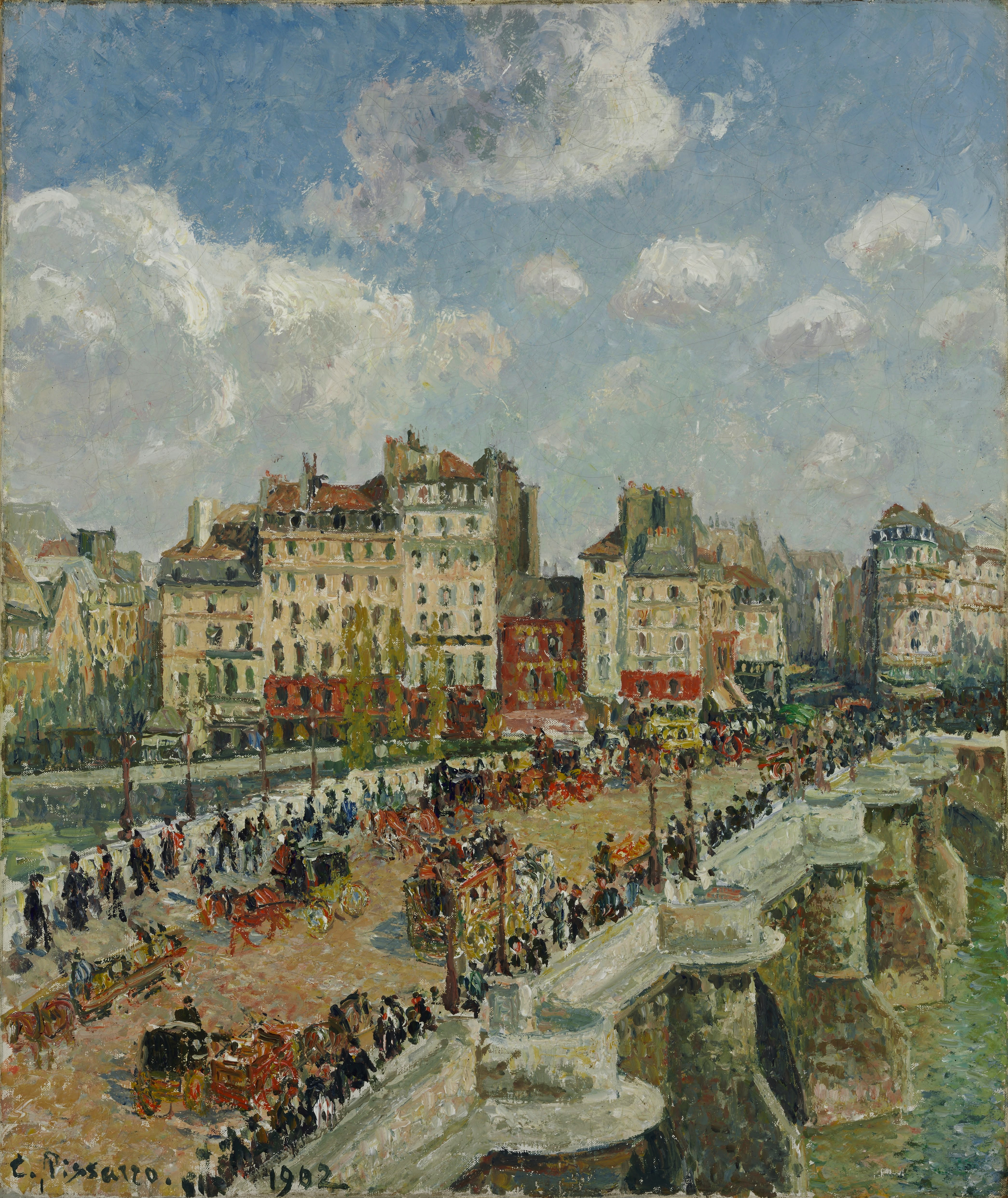
Camille Pissarro
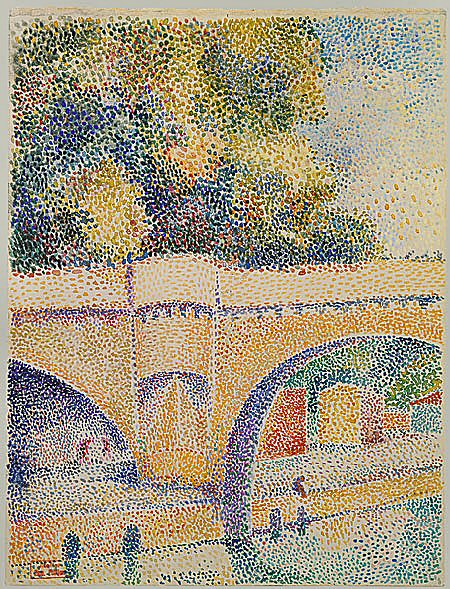
Hippolyte Petitjean
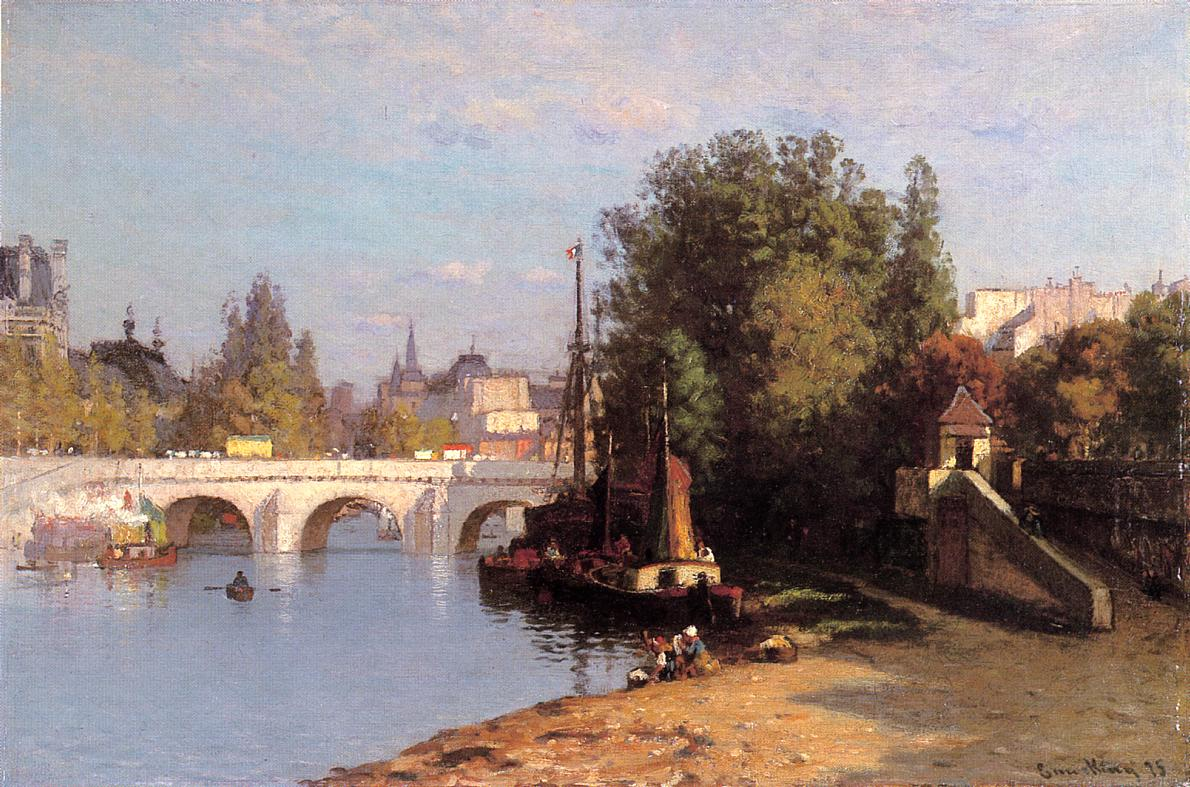
Enneking John Joseph

### Film
A híd volt a címadója és egyik központi helyszíne az 1991-ben bemutatott A Pont-Neuf szerelmesei című francia romantikus filmnek.

## Fordítás
Ez a szócikk részben vagy egészben  a   Pont Neuf című angol Wikipédia-szócikk fordításán alapul.  Az eredeti cikk szerkesztőit annak laptörténete sorolja fel. Ez a jelzés csupán a megfogalmazás eredetét és a szerzői jogokat jelzi, nem szolgál a cikkben szereplő információk forrásmegjelöléseként.